# Road to Wonderland
『Road to Wonderland』（ロード　トゥー　ワンダーランド）は、KAmiYUの2枚目のミニアルバム。2013年12月11日にKiramuneから発売された。

## 概要
神谷浩史と入野自由のユニットによる2枚目のミニアルバム。初回限定盤と通常盤の2種リリースで、前者にはPVとメイキング映像を収録したDVDが同梱されている。

## 収録曲

### CD
1. TouriStar [3:47]
作詞：只野菜摘、作曲・編曲：森慎太郎
2. Precious One [4:38]
作詞：春和文、作曲・編曲：渡辺未来
3. EXOTIC FEVER [4:23]
作詞：松井洋平、作曲・編曲：板垣祐介
4. beyond the light [5:05]
作詞：喜介、作曲・編曲：佐々木裕
5. SUPER NAKED SOUL [4:59]
作詞：こだまさおり、作曲・編曲：藤末樹
6. DOUBLE [4:36]
作詞・作曲・編曲：オオヤギヒロオ

DVD
- 初回限定盤のみに同梱。

1. TouriStar （PV）
2. making of "Road to Wonderland"
3. TRAILER